# Faruqi-Dynastie

Lage des Sultanats Khandesh

Die Faruqi-Dynastie (englisch Farooqui-dynasty) regierte das mittelindische Sultanat Khandesh von seiner Gründung im Jahr 1382 bis zu seinem Ende im Jahr 1601.

## Geschichte
Malik Ahmad (auch Malik Raja), der Dynastiegründer, führte seine Abstammung auf den zweiten Kalifen ʿUmar ibn al-Chattāb (auch Umar al Faruqi) zurück. Er hatte sich nach einer gescheiterten Verschwörung im Jahr 1365 vom Bahmani-Sultanat gelöst und in der Umgebung von Thalner (heute Dhule (Distrikt)) an den Ufern des Flusses Tapti (oft auch Tapi) ein eigenes Herrschaftsgebiet etabliert. Dieses wurde vom Delhi-Sultan Firuz Schah Tughluq (reg. 1351–1388) anerkannt, woraufhin Malik Ahmad weitere Gebiete – darunter auch die ca. 140 km östlich gelegene Stadt Burhanpur und das bei Dhule gelegene Laling-Fort – eroberte. Die eroberten Gebiete trugen bereits den Namen Khandesh („Land der Khane“), den auch die Faruqi-Sultane übernahmen. Sein Sohn und Nachfolger Nasir Khan setzte die Eroberungspolitik Malik Ahmads fort und eroberte die Bergfestung Asirgarh, die er kurzzeitig zu seinem Regierungssitz machte. Später wechselte er nach Laling und gründete die Stadt Burhanpur.
Seine Nachfolger gerieten bei Gebietsansprüchen gegenüber ihren Nachbarn eher in die Defensive. Raja Ali Khan (reg. 1576–1597) unterwarf sich ein Jahr nach seinem Regierungsantritt nominell der Vormacht der Moguln, die das strategisch günstig gelegene Gebiet für die weitere Unterwerfung des Dekkan nutzen wollten. Sein Sohn Bahadur Khan (reg. 1597–1600) erkannte jedoch den Mogulherrscher Akbar I. nicht als seinen Lehnsherrn an, woraufhin dieser eine Armee entsandte und die Stadt am 8. April 1600 ohne Blutvergießen einnehmen konnte. Im Jahr 1601 annektierte Akbar das Sultanat offiziell und machte seinen Sohn Parviz zu dessen Gouverneur (subahdar).

## Herrscher
- Malik Ahmad (Faruqi) (1382–1399)
- Nasir Khan (1399–1437)
- Miran Adil Khan I. (1437–1441)
- Miran Mubarak Khan I. (1441–1457)
- Miran Adil Khan II. (1457–1501)
- Daud Khan (1501–1508)
- Ghazni Khan (1508)
- Alam Khan (1508–1509)
- Miran Adil Khan III. (1509–1520)

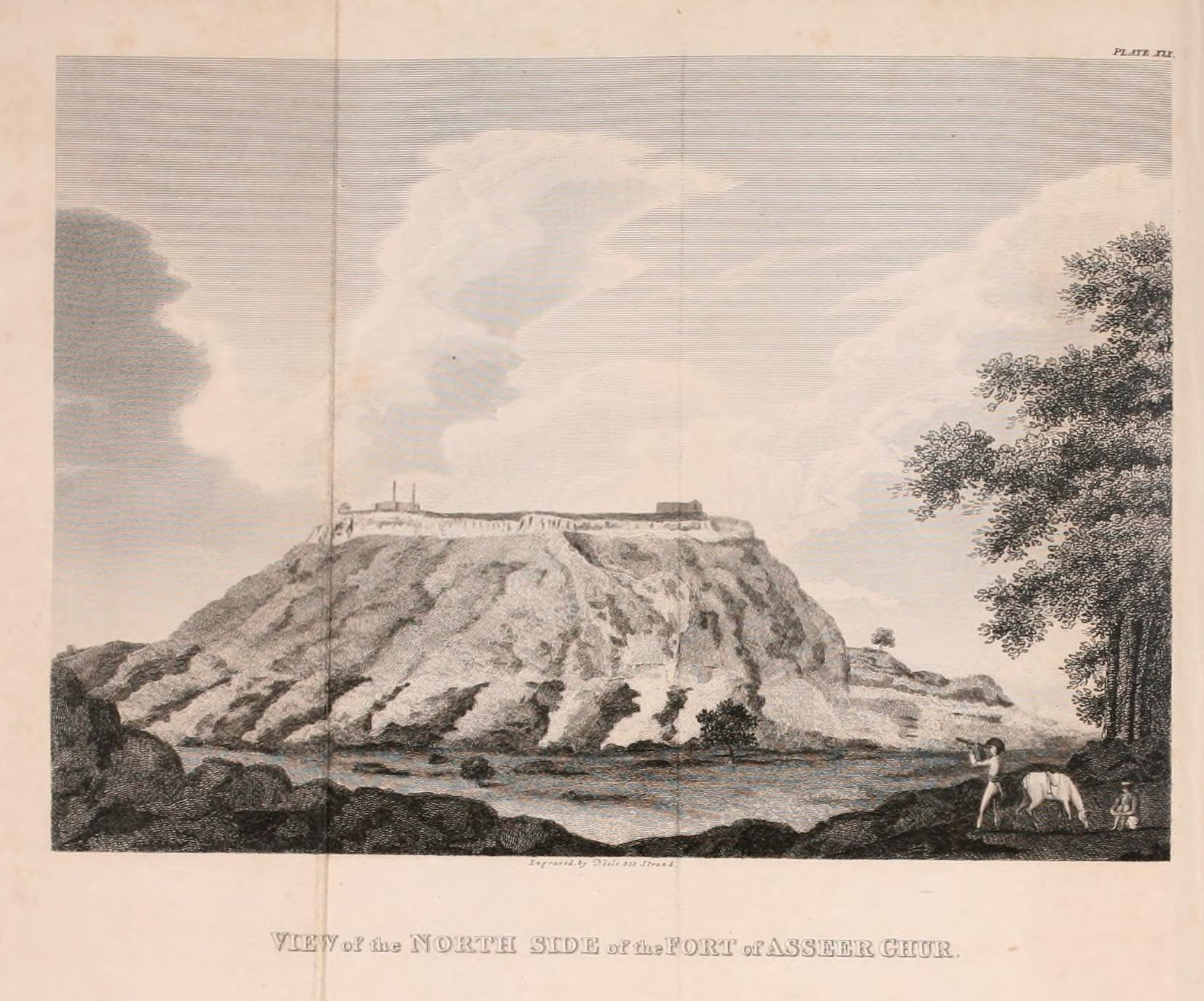
Asirgarh-Fort (1825)

- Miran Muhammad Shah I. (1520–1537)
- Miran Mubarak Khan II. (1537–1566)
- Miran Muhammad Shah II. (1566–1576)
- Hasan Khan (1576)
- Raja Ali Khan / Miran Adil Khan IV. (1576–1597)
- Bahadur Khan (1597–1601; † 1624)